# Motukawaiti Island
Motukawaiti Island, auch Step Island genannt, ist eine Insel im Norden der Nordinsel von Neuseeland.

## Geographie
Die 115 m hohe Insel ist Teil der Inselgruppe der Cavalli Islands und befindet sich rund 1500 m nordnordwestlich von Motukawanui Island, der Hauptinsel der Gruppe, die sich im Nordosten von [[Northland (Neuseeland)|Northland]] befindet. Motukawaiti Island besitzt eine Länge von rund 1400 m in Ost-West-Richtung und eine maximale Breite von rund 560 m in Nord-Süd-Richtung. Ihre Fläche beträgt rund 45 Hektar.
Westlich befindet sich die Inseln Kahangaro Island, Mutukahakaha Island und Piraunui Island, rund 460 m, 1475 m und 2790 m entfernt. In nordnordwestlicher Richtung sind die Inseln Whatupukeiti Island und Tarawera Island zu finden und im Südsüdosten der Insel die kleine Insel Motuhuia Island.